# Iglesia de Santo Domingo de Silos (Alcázar del Rey)
La iglesia de Santo Domingo de Silos es un templo católico de la localidad española de Alcázar del Rey, en la provincia de Cuenca. Data de los siglos XV-XVI.
Su torre almenada en el tramo final, perteneció a una original construcción defensiva de origen árabe, a la que debe su nombre la localidad ("alcázar") en que se encuentra. De grandes proporciones, es más rica en elementos arquitectónicos que decorativos, con notables modificaciones desde su construcción. 

## Descripción
Consagrado a la advocación de Santo Domingo de Silos, el edificio es de corte renacentista, presentando un notable equilibrio entre solidez arquitectónica y sencillez decorativa. Su diseño es de tipo salón escalonado, con tres naves separadas por columnas cilíndricas de sillería de gran diámetro, en basa, fuste y capitel sencillos y sin gran ornamentación, siendo la nave central ligeramente más alta que las laterales. Los muros de los tres primeros tramos del edificio están construidos con sillería perfectamente ejecutada, así como la torre, de sillería de piedra arenisca. Las bóvedas que cubren la iglesia varían según su ubicación: en la nave central se encuentran bóvedas vaídas, mientras que las laterales están cubiertas con bóvedas de cañón con lunetos dispuestas perpendicularmente a la dirección longitudinal del templo. En todo momento las dovelas que sostienen las bóvedas son de sillería de piedra arenisca de gran espesor. En el presbiterio, que se sitúa en el falso crucero, la cubierta es una cúpula de planta elíptica con pechinas en las que se encuentras pinturas de los cuatro evangelistas realizadas en época moderna.
Este tipo de construcción columnaria, característico de la época, guarda una gran similitud, salvando las diferencias en tamaño e importancia, con la Catedral de Mérida en México, primera catedral levantada en la América continental, que también sigue el estilo renacentista y columnario. Ambas iglesias, aunque distantes geográficamente, fueron construidas en el último cuarto del s.XVI y comparten el mismo enfoque arquitectónico, con sus naves sostenidas por grandes columnas cilíndricas y cubiertas por bóvedas, reflejando el legado del Renacimiento en el Nuevo Mundo y en Europa.
La iglesia destaca por su torre almenada, de planta cuadrada y origen defensivo, que en su tramo final perteneció a una antigua construcción árabe, de la que toma el nombre el pueblo de Alcázar del Rey. Esta torre está formada por cuatro cuerpos que disminuyen en tamaño a medida que ascienden, rematados por el campanario y cuatro gárgolas en sus esquinas. En este último cuerpo se abren los huecos para las campanas, dos en el lado este y uno en los demás lados. La torre se corona con un cuerpo sencillo y de poca altura, dividido por una imposta, y un tejadillo a cuatro aguas. En la parte superior de la torre, se encuentra un chapitel metálico. Asimismo, en la fachada sur de la torre se puede observar una antigua saetera.
El templo cuenta con dos portadas principales: la del sur, más sencilla, está protegida por un arco de medio punto con dovelas de platabanda, arco de triunfo con intradós almohadillado labrado con casetones, y flanqueada por contrafuertes laterales. En la parte alta de ambos contrafuertes existen sendas horncinas con semicúpulas acabadas en forma de venera, hoy sólo observable totalmente la derecha, pues la izquierda queda prácticamente tapada por el muro de la capilla construida posteriormente. Asimismo en las enjutas sobre el arco, a ambos lados, encontramos dos medallones floreados; en la contrafuerte izquierdo también se puede observar un modesto reloj de sol. La portada del norte es más elaborada, con un pórtico de arco de medio punto con medallones en las enjutas y doble pilastra con entrepaños poco profundos a los lados, que sostiene un entablamento y en unfrontón con una hornacina rematada con pilastrillas y una semicúpula acababa en forma de venera. Aunque se planificó un gran arco de medio punto similar al del sur para proteger esta portada, sólo se construyeron las primeras dovelas de los arranques de casetones. Este tipo de portadas es un modelo de portada muy repetido en Cuenca.
La iglesia también cuenta con dos capillas. En el lado sur, se encuentra una capilla barroca del siglo XVIII de planta cuadrada, cubierta por una cúpula semiesférica sobre pechinas. En la fachada oeste, junto a la torre, se halla otra capilla similar destinada originalmente como baptisterio. La sacristía, adosada a la cabecera del templo y construida sobre el s. XVI, también forma parte de esta compleja estructura. En ella se encuentra un escudón indicando la fecha de su construcción en el año 1728.
La estructura de la cubierta está realizada con cerchas de madera tipo de tijera y tirante, reforzadas con un puente o nudillo a dos tercios; sobre esta estructura se disponen correas y entablado de madera, y sobre ella una cubierta de teja árabe. En la cubierta, sobre las bóvedas, se observan los arcos formeros y dos capiteles, ejecutados perfectamente con sillería, que indican la idea del primitivo proyecto, de cubrir la iglesia con bóvedas de nervaduras. Tras la última rehabilitación en 2001 se dispuso un panel sándwich bajo teja. 
Originalmente, la iglesia era de menor tamaño, construida en el siglo XV con cabecera de una sola nave y planta cuadrada, cubierta por bóvedas de crucería. En el siglo XVI, se amplió el templo, demoliendo las antiguas bóvedas y extendiendo las naves hasta integrarlas con la torre y los cuerpos laterales de la cabecera. La estructura primitiva se mantiene parcialmente visible, con algunos muros y contrafuertes de la cabecera empotrados en los nuevos paños, quedando el templo descuadrado con la actual forma salón trapezoidal. En la cabecera se mantuvo el muro y sus contrafuertes de esquina decorados con bolas en el exterior, motivo ornamental propio de la época de los Reyes Católicos, que hoy quedan empotrados en los nuevos paños con su inclinación a 45 grados, quizá con la idea de haberse construido un ábside que nunca se llevó a cabo; así, la cabeza quedó conformada en forma de testero.
De 1579 a 1582 estuvo al frente de las obras Diego de Praves, marchando posteriormente a trabajar a Valladolid y dejando en su lugar al maestro de cantería Juan de la Rieta. En el año 1580 Juan de Praves estaba construyendo las naves laterales de la iglesia; el tratamiento de sus huecos y la ordenación de sus cornisas anuncian un primer barroco. El 11 de septiembre de 1569 acudió a ella un Visitador del Obispado de Cuenca y dejó mencionado había viviendo en la localidad unos 300 vecinos. Afirmaba además que la iglesia era de mampostería en sus paredes y que la capilla delantera era antigua y “no está en proporción de lo que se ha hecho de nuevo y además aún no está encalada ni tiene tribuna”.
En el interior de la iglesia encontramos una pila bautismal de 1729 decorada con lóbulos por dentro y por el borde de la copa, y con decoración floral en el exterior en alto relieve. Asimismo, en la nave del Evangelio se encuentra un arcosolio con una tumba de mármol rojo incrustada en el paño del muro bajo un arco de medio punto, con la inscripción parcialmente dañada, de un hijo del VI marqués de Ariza; la inscripción dice lo siguiente: 

AQUI YACE EL MUI YLUSTRE D. FERNANDO DE PALAFOX CROY DE HAVRE QUE EN PAZ DESCANSE CABALLERO DE LA ORDEN DE MALTA HIJO DE LOS EXCELENTISIMOS D. JOAQUIN DE PALAFOX Y Dª MARIA ANA CROY DE HAVRE ALMIRANTE DE ARAGÓN, MARQUESES DE ARIZA, GRANDES DE ESPAÑA DE LA PRIMERA CLASE, QUE FALLECIO EN LA CASA FUERTE DE PAREDES EL DIA 19 DE DIZIEMBRE DE 1787

Dicho personaje fue inicialmente sepultado en la capilla del Cristo, siendo trasladados sus restos a su lugar actual el 1 de mayo de 1794 según consta en el libro de defunciones de la parroquia.
Durante la guerra civil española, el 2 de agosto de 1936 la iglesia sufrió importantes daños, quedando destruidos sus 12 altares y retablos al igual que toda la imaginería, todo de origen barroco, perdiendo sus las campanas y, en un posterior incendio del templo, muchos documentos históricos del municipio. Durante el conflicto fue utilizada como cuartel por las milicias republicanas. Asimismo, víctimas del terror rojo del momento, fueron asesinados los dos sacerdotes de la parroquia. 
En el año 2001 el templo fue restaurado, procediéndose a recalzar la fachada este mediante micropilotes; debido al mal estado del muro sur de la sacristía, éste fue desmontado y reconstruido fielmente a su original, disponiendo un forjado sanitario de viguetas de hormigón pretensado y una nueva cubierta de madera, de factura similar a la original.
El escritor Manuel Real Alarcón en su libro Pueblos de Cuenca cito esta iglesia con estas palabras:

(...) el nombre de la villa y la majestuosidad de su ubicación con la grandiosidad de su iglesia-fortaleza ofrece al viajero el interés por su visita.
Manuel Real Alarcón

## Galería de imágenes

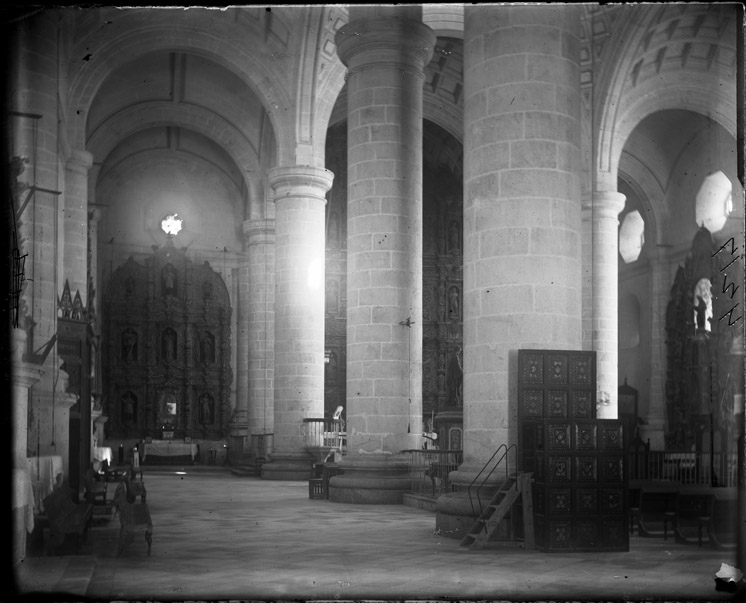
Catedral de Mérida, México, 1598
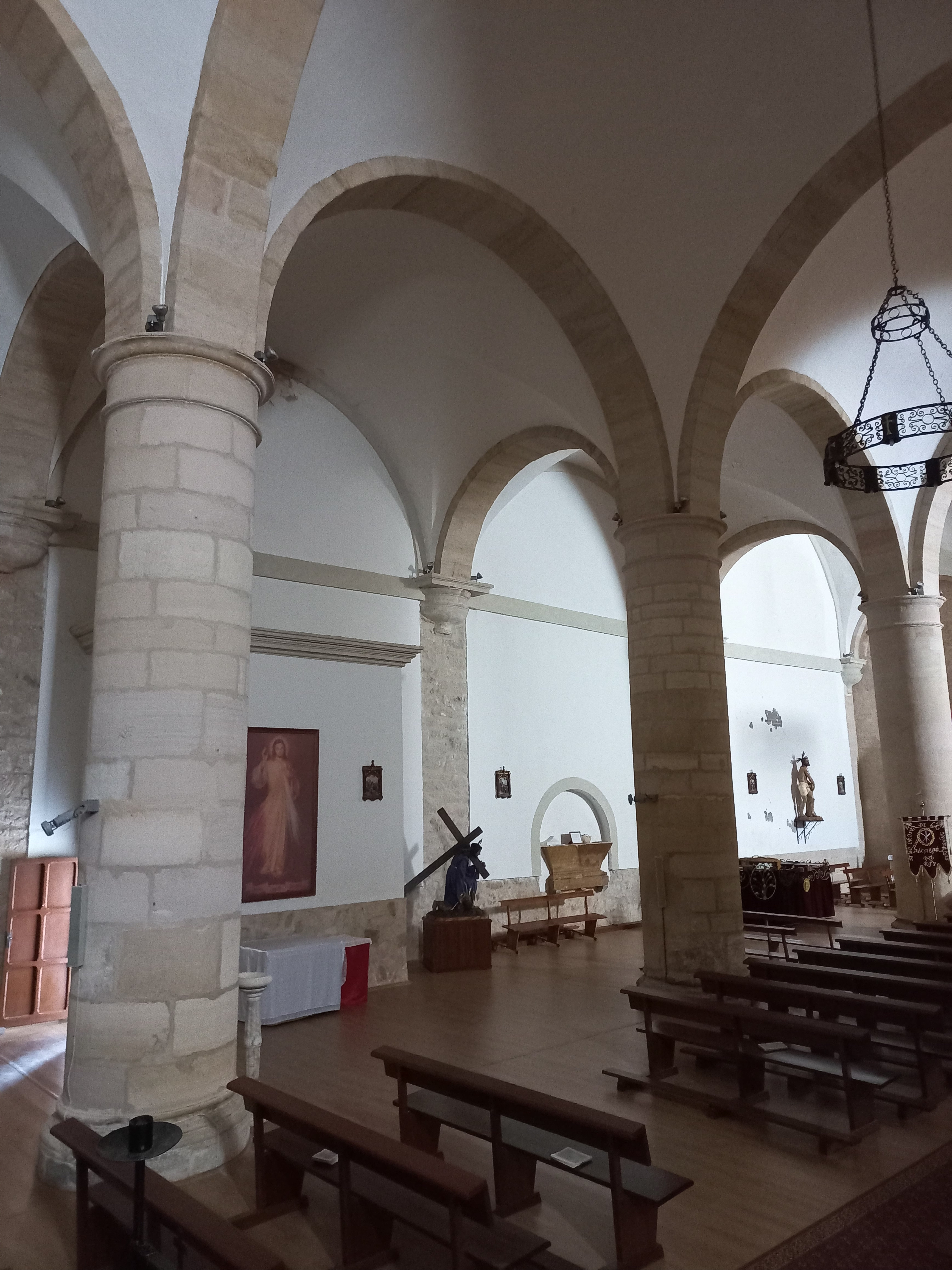
Iglesia de Santo Domingo de Silos, Alcázar del Rey, c.1582
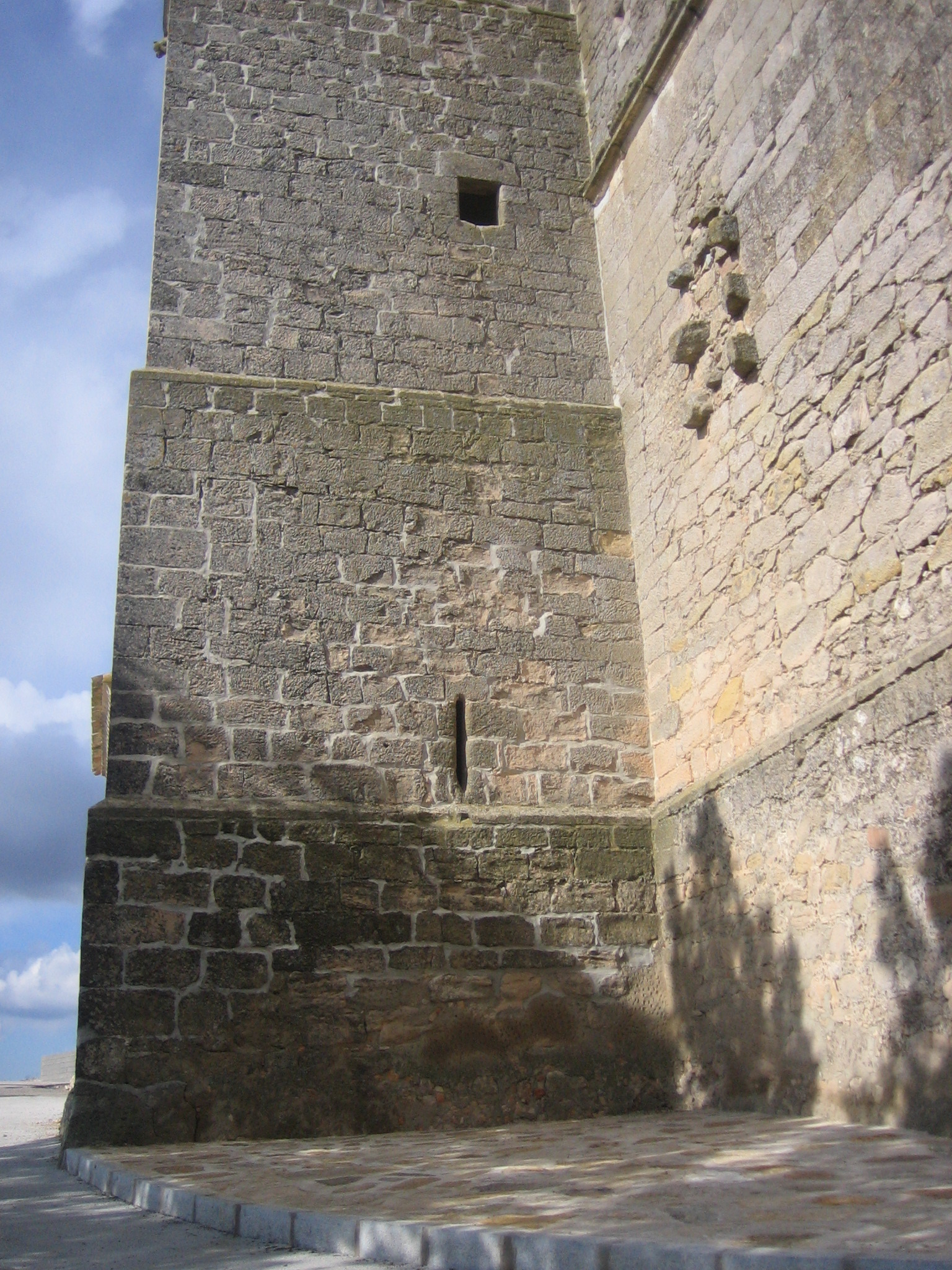
Saetera en muro sur de la torre
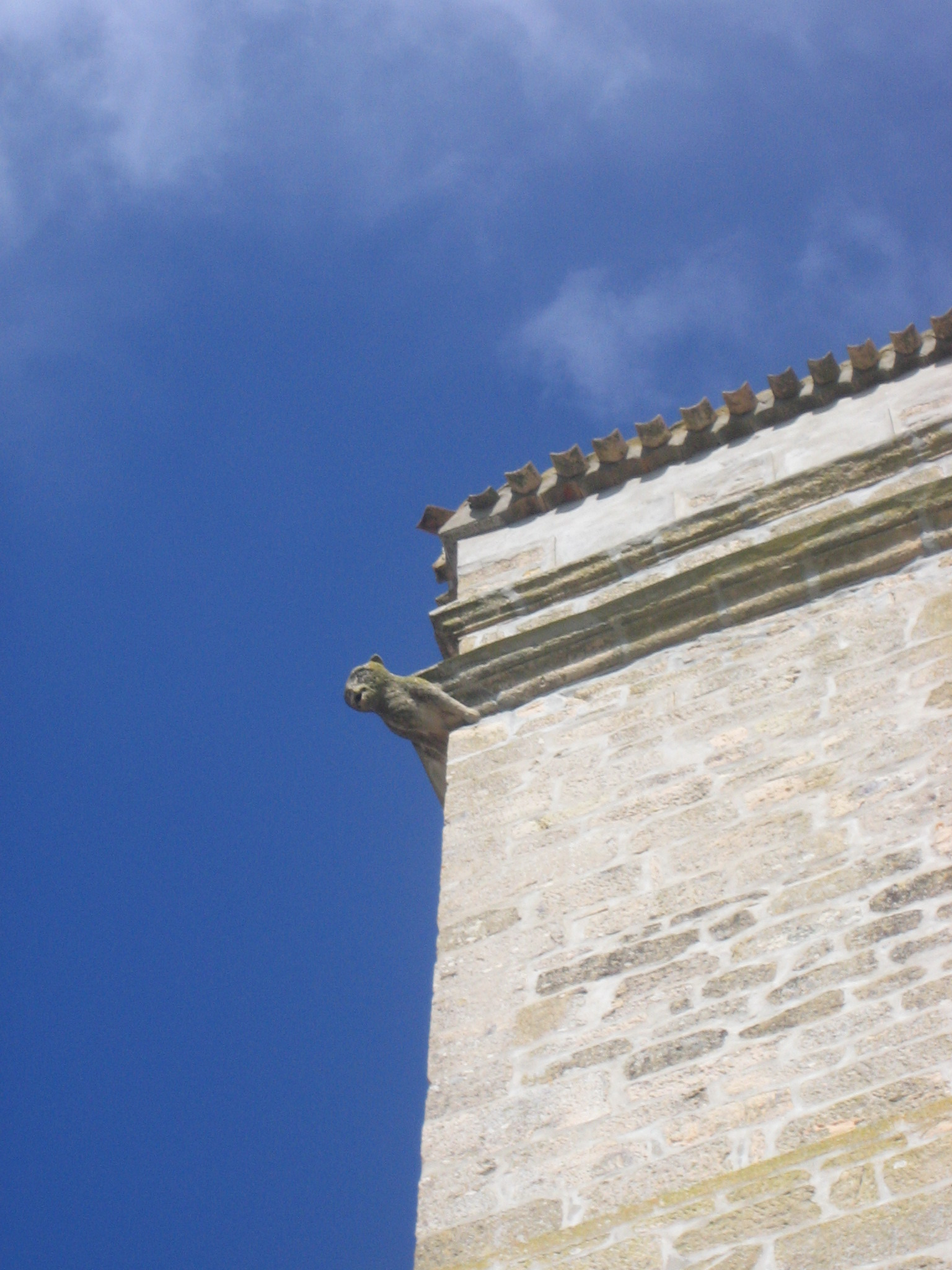
Detalle las gárgolas de la torre
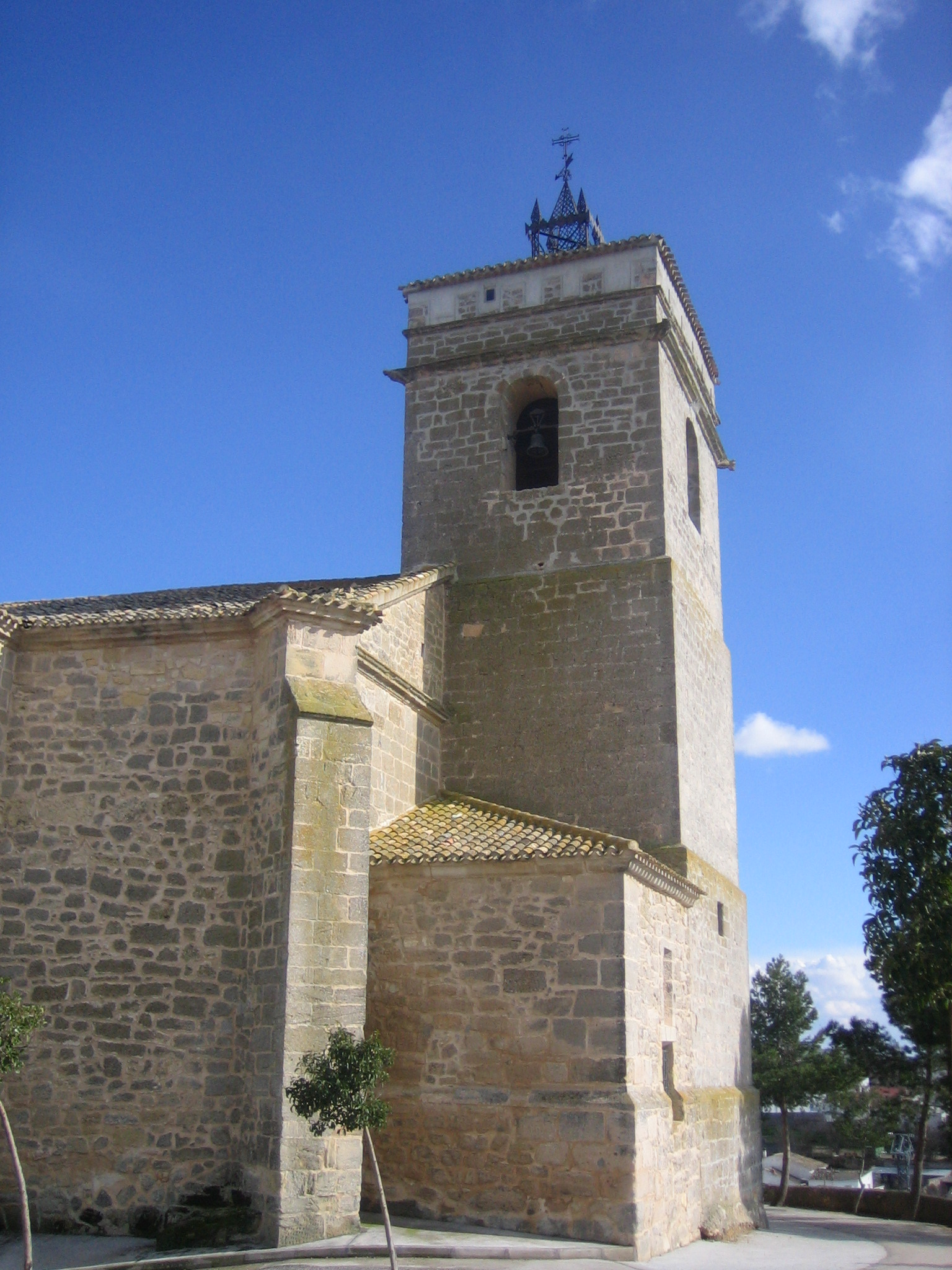
Vista de la torre y de su capilla anexa en el lado oeste
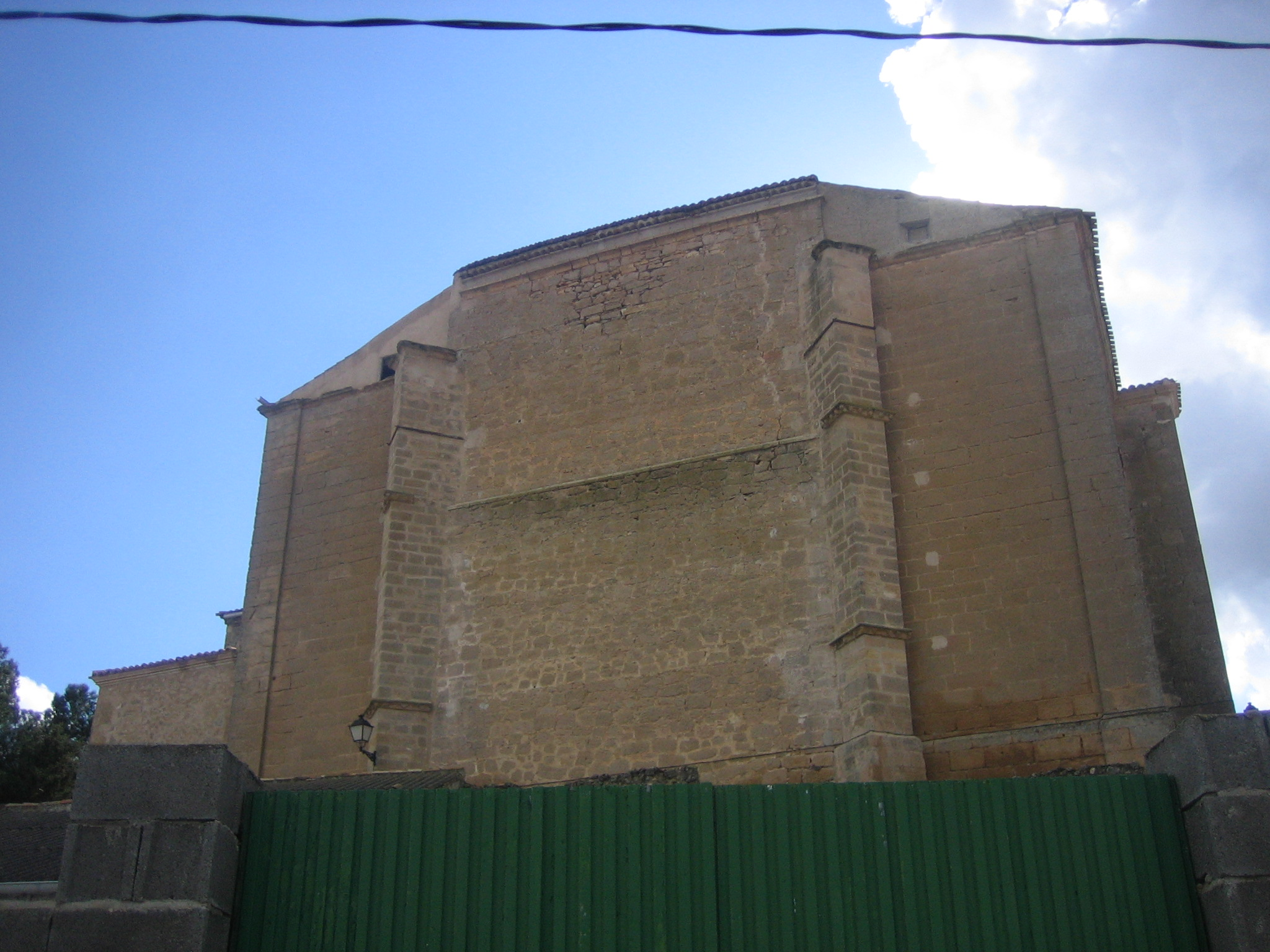
Cabecera en la cara este de la iglesia
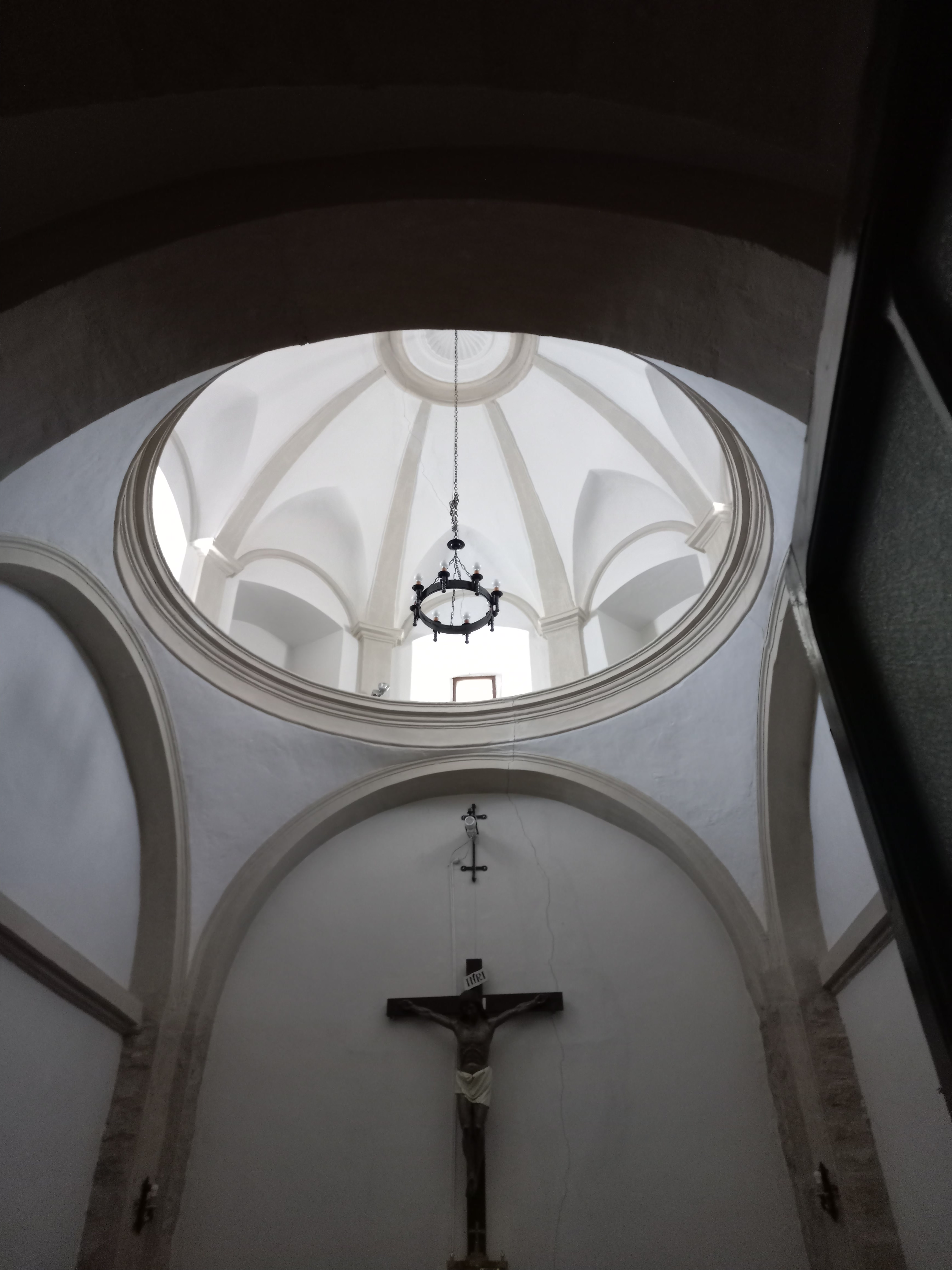
Cúpula de la capilla sur
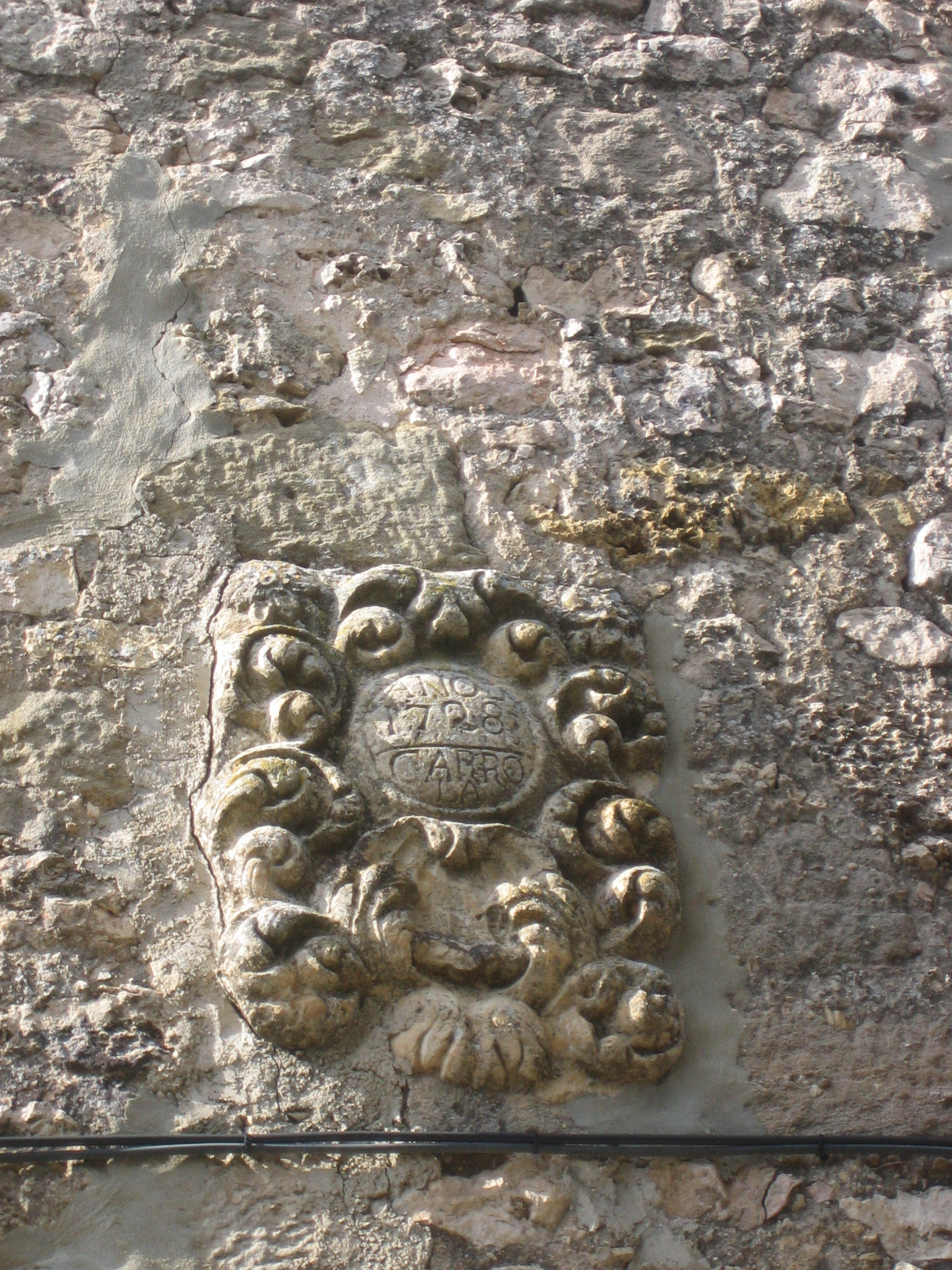
Medallón en la fachada exterior de la capilla
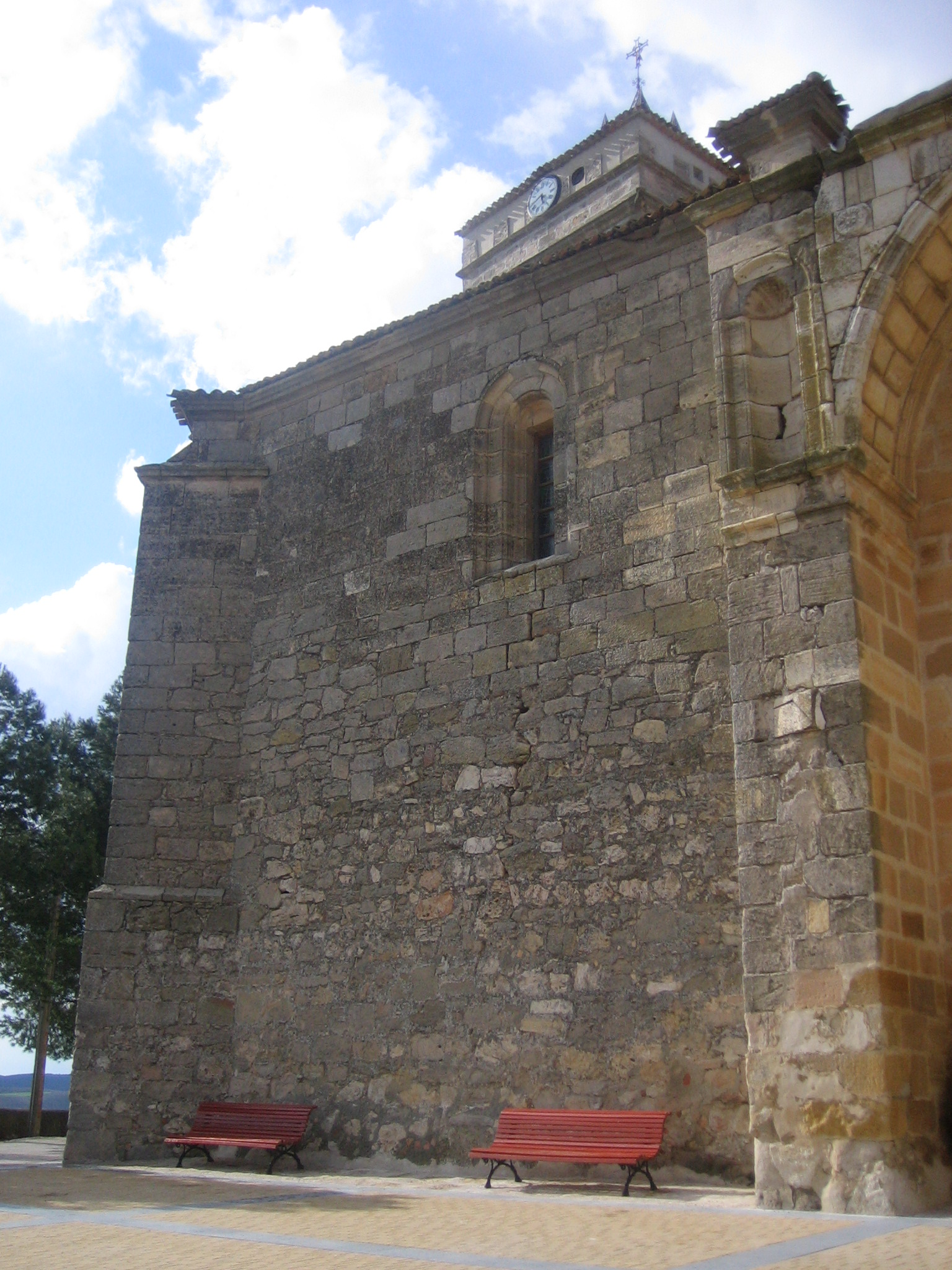
Fachada sur de la iglesia